# Grit (trait de personnalité)
Avoir la niaque
Pour les articles homonymes, voir Grit.
En psychologie, le grit (qu'on traduit aussi par le cran ou, plus familièrement, la niaque) est un trait de personnalité qui décrit dans quelle mesure un individu est capable de persévérer dans un effort de longue haleine en vue d'atteindre un objectif à long terme pour lequel on éprouve une forte motivation et en dépit des obstacles et des difficultés qu'il rencontre. Cette notion se rapproche d'autres traits psychologiques tels que la conscienciosité, ou d'autres notions moins formalisée comme l'ambition, l'obstination ou encore la résilience.
Ce construit psychologique repose sur l'hypothèse que l'accomplissement d'une tâche donnée par un individu n'est pas seulement la résultante de sa capacité a priori ou de son talent, mais aussi de l'aptitude de ce dernier à persister continûment dans le travail qui aboutira au résultat.
La notion de grit a été étudiée et médiatisée dans le courant des années 2000 par la psychologue Angela Duckworth sur la base de ses travaux étudiant les différences interindividuelles dans la performance scolaire. Cependant cette aptitude à un effort continu avait déjà été décrite par le psychologue américain William James en 1907, ou même Francis Galton avant lui et on peut encore retracer la généalogie jusqu'à la notion philosophique de force de la volonté, à la vertu cardinale de la force d'âme ou à l'idéal aristotélicien de courage et de ténacité.